# Légió (film)
A Légió (eredeti cím: Legion) 2010-ben bemutatott amerikai akció-horrorfilm, amelyet Scott Stewart és Peter Schink forgatókönyve alapján Stewart rendezett. A főbb szerepekben Paul Bettany, Lucas Black, Tyrese Gibson, Adrianne Palicki, Kate Walsh és Dennis Quaid látható. A Sony Pictures Worldwide Acquisitions Group megszerezte a film globális forgalmazási jogainak túlnyomó részét, és a cégcsoport 2010. január 22-én mutatta be a filmet Észak-Amerikában a Screen Gems forgalmazásában.
A Bukott angyalok című televíziós sorozat, amely 25 évvel a film után játszódik, 2014. június 19-én mutatkozott be a SyFy amerikai kábeltelevíziós csatornán.

## Cselekmény
Amikor egy csapat idegen egy poros útszéli vendéglőben démoni erők támadásának áldozatává válik, egyetlen esélyük a túlélésre Mihály arkangyal. Ő tájékoztatja a terhes pincérnőt, hogy meg nem született gyermeke az emberiség utolsó reménye.

## Szereplők
| Szerep                                     | Színész           | Magyar hang     |
| ------------------------------------------ | ----------------- | --------------- |
| Mihály arkangyal                           | Paul Bettany      | Nagy Ervin      |
| Jeep Hanson, Bob fia                       | Lucas Black       | Dévai Balázs    |
| Kyle Williams                              | Tyrese Gibson     | Papp Dániel     |
| Charlie, pincérnő                          | Adrianne Palicki  | Pálmai Anna     |
| Percy Walker, az étterem vallásos szakácsa | Charles S. Dutton | Faragó András   |
| Howard Anderson                            | Jon Tenney        | Kárpáti Levente |
| Gábriel arkangyal                          | Kevin Durand      | Epres Attila    |
| Audrey Anderson                            | Willa Holland     | Csifó Dorina    |
| Sandra Anderson                            | Kate Walsh        | Pálfi Kata      |
| Bob Hanson, étteremtulajdonos              | Dennis Quaid      | Kőszegi Ákos    |
| Gladys Foster, megszállott öregasszony     | Jeanette Miller   | Gyimesi Pálma   |
| megszállott furgonos fiú                   | Cameron Harlow    | nem szólal meg  |
| megszállott jégkrémárus                    | Doug Jones        | nem szólal meg  |

## A film készítése
A forgatás 2008 tavaszán kezdődött Új-Mexikóban.
Az operatőr John Lindley volt.

## Médiakiadás
A Légió 2010. május 11-én jelent meg DVD-n és Blu-ray lemezen.

## Televíziós sorozat
2014-ben a Syfy elkezdte sugározni a Bukott angyalok című televíziós sorozatot, amely 25 évvel a film befejezése után játszódik. Scott Stewart, a Légió írója/rendezője volt a vezető producer. Stewart rendezte a sorozat pilot epizódját is, amelyet Vaun Wilmott írt, és 2014. június 19-én került bemutatásra.